# Rubus exstans
Rubus exstans är en rosväxtart som beskrevs av E. Walsemann och G. Stohr. Rubus exstans ingår i släktet rubusar, och familjen rosväxter. Inga underarter finns listade i Catalogue of Life.